# Mowag Piranha

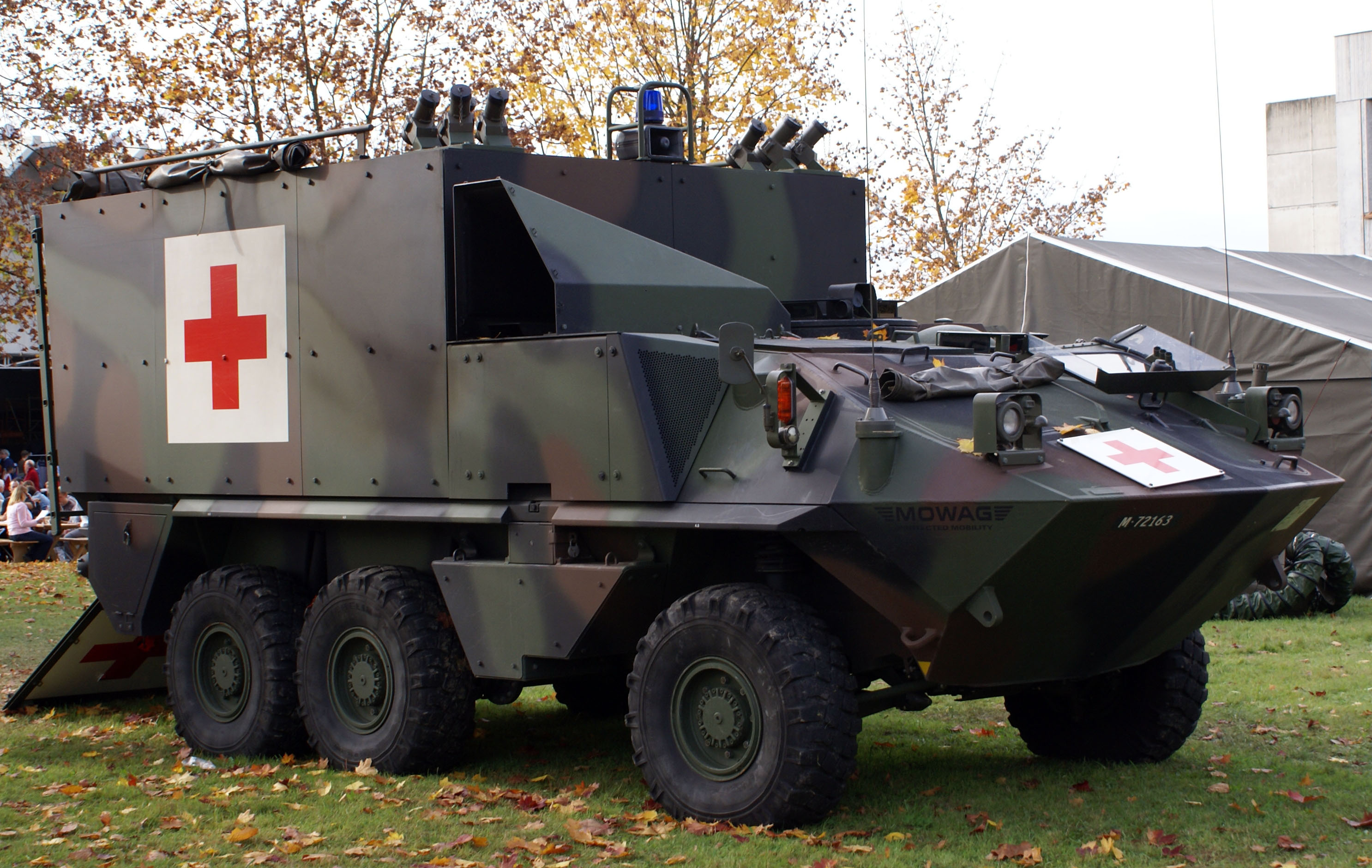
Piranha als Sanitätsfahrzeug

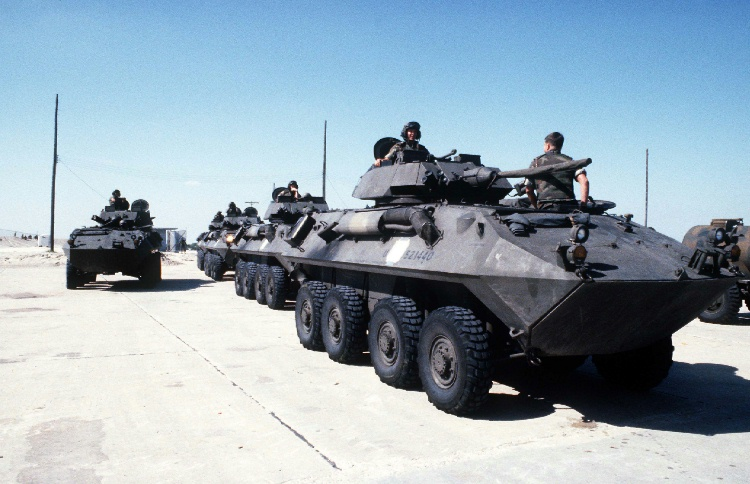
Die Piranha-Variante LAV-25 des USMC

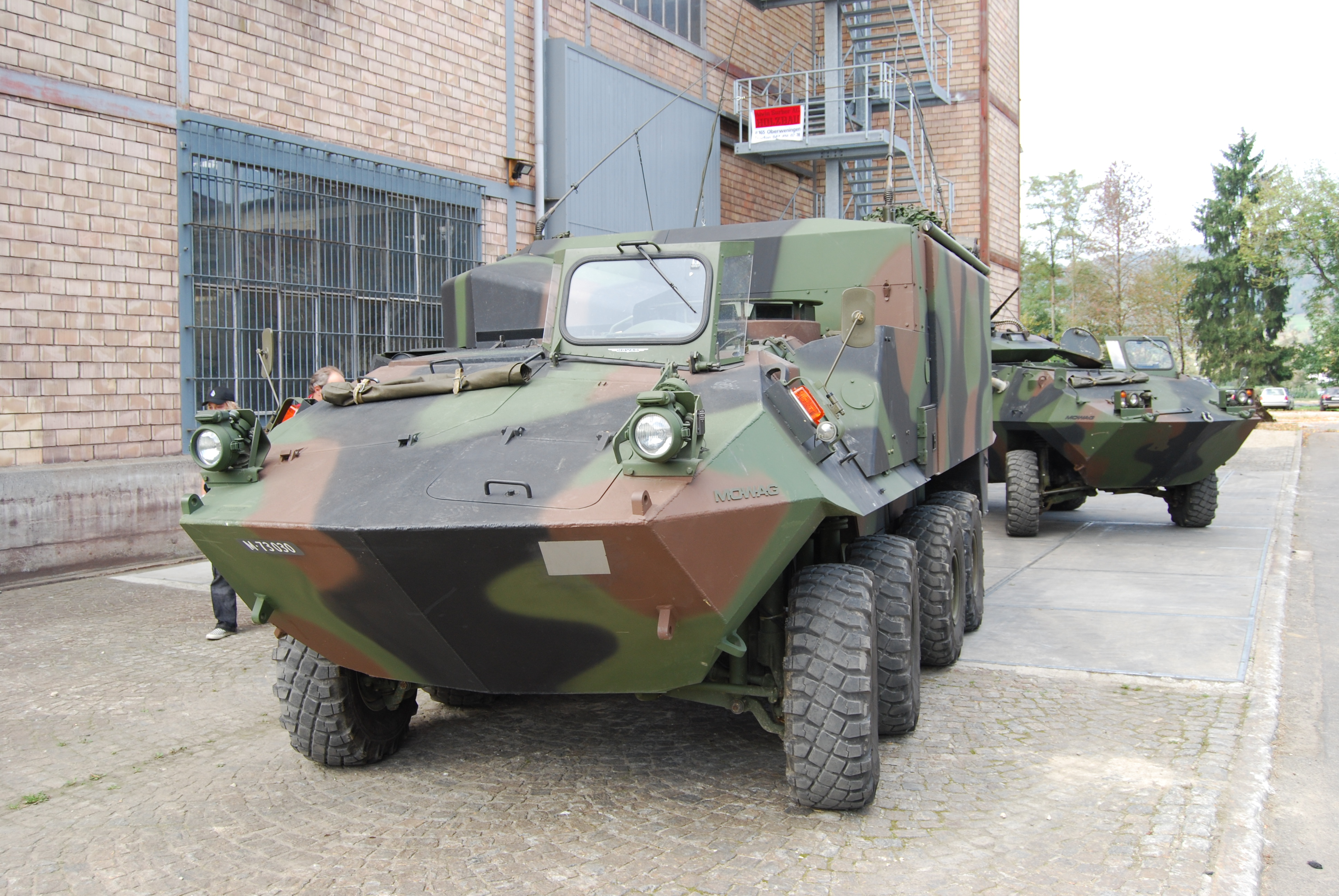
Piranha 8×8, Schweizerisches Militärmuseum Full

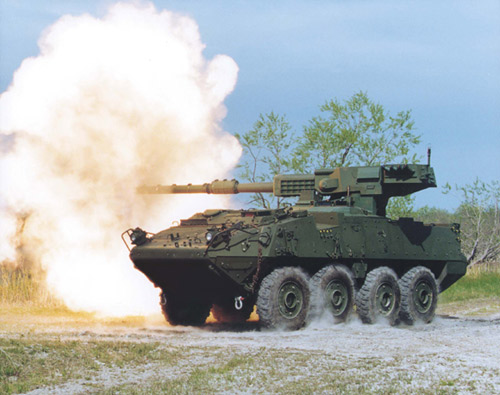
Piranha 8×8 (Stryker)

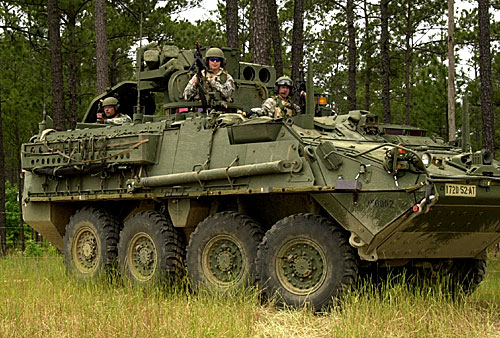
Stryker (amerikanische Variante des Mowag Piranhas)

Der Mowag Piranha ist ein in den 1970er Jahren entwickeltes Fahrzeugkonzept von Radschützenpanzern des Schweizer Unternehmens Mowag (heute General Dynamics European Land Systems – Mowag GmbH).

## Beschreibung
Die Radpanzer Mowag Piranha wurden in den Ausführungen 4×4, 6×6, 8×8 und 10×10 gebaut, darunter mit verschiedenen Ausstattungsmöglichkeiten wie z. B. einer amphibischen Ausführung. Insgesamt sind weltweit derzeit 10.000 Piranhas im Einsatz. Das Gewicht variiert bei den Standard-Ausführungen zwischen 12,5 und 25 Tonnen, wobei die Nutzlast von 3 bzw. 10 Tonnen noch abgezogen werden muss. Unter der Bezeichnung LAV-25 beim US Marine Corps, respektive als Stryker bei der US Army sind auf dem Piranha basierende Fahrzeuge bei den US-Streitkräften im Einsatz. In der Australian Army wurde der Radpanzer als Australian Light Armoured Vehicle eingeführt.
Rumänien bestellte 2017 eine unbekannte Zahl Piranha III, um bereits beschaffte Fahrzeuge in den Beständen zu erweitern.

## Technische Daten
| Technische Daten                  | PIRANHA IIIC | PIRANHA V |
| --------------------------------- | --- | --- |
| Leistung                          | 336 kW/450 PS/1850 Nm | 430 kW/585 PS/2200 Nm |
| Motor                             | CATERPILLAR C9, Diesel | MTU 6V199 TE21, Diesel |
| Höchstgeschwindigkeit             | 100 km/h | 100 km/h |
| Schwimmgeschwindigkeit (optional) | 10 km/h | k. A. |
| Leergewicht                       | 14 Tonnen | 17 Tonnen |
| Nutzlast                          | bis zu 8 Tonnen | bis zu 16 Tonnen |
| Steigfähigkeit                    | 60 % | 60 % |
| Schutz (Standard)                 | modulare ballistische, Minen-, IED- und RPG-Schutzkonzepte gemäß internationalen kundenspezifischen Standards                                                             | Standardausstattung mit höchstem Schutzlevel gegen Minen und IED-Bedrohungen, modular integriertes Schutzkonzept                  |
| Schutz (optional)                 | | aktives Schutzsystem, verschiedene Zusatzpanzerungen                                                                              |
| Amphibische Ausrüstung (optional) | Meerwasser-Kühlsystem, verschließbares Motorenkühlgitter, Wasserantrieb: 2 Propeller, Lenkung mittels: 2 Zwillingsruder, automatisch betriebenes Schwallbrett, Lenzpumpen | k. A. |
| Bewaffnung (optional)             | Einbau von verschiedenen Waffensystemen von 7,62 mm bis zu 120 mm Kaliber möglich                                                                                         | Einbau von verschiedenen Waffensystemen von 7,62 mm bis zu 120 mm Kaliber möglich                                                 |
| Ausrüstung (optional)             | kombiniertes ABC-Klimasystem, Feuerlöschanlage für den Motorenraum und Mannschaftsraum, weitere Ausrüstungen erhältlich                                                   | kombiniertes ABC-Klimasystem, Feuerlöschanlage für den Motorenraum und Mannschaftsraum, VECTRONICS, MILCAN, MUMS Upgrades möglich |

## Varianten
Basisbaureihe:
- Radpanzer Mowag Piranha IB 4×4
- Radpanzer Mowag Piranha IB 6×6
- Radpanzer Mowag Piranha II 8×8
- Radpanzer Mowag Piranha IIIC 10×10

Weitere Varianten:
- 6×6 (3 Achsen):
  - Panzerjäger 90
  - Piranha Führungspanzer
  - AVGP
    - Cougar – Aufklärungsfahrzeug, das denselben Turmaufbau wie der britische Scorpion besitzt (76-mm-Hauptgeschütz)
    - Grizzly – Transportpanzer
    - Husky – gepanzertes Bergungsfahrzeug

  - Piranha Sanitätspanzer

- 8×8 (4 Achsen):
  - ABC-Aufklärungsfahrzeug 08
  - Radschützenpanzer 93
  - Radio Access Point Panzer (RAP Pz)
  - Coyote Reconnaissance Vehicle
  - Bison Armoured Vehicle
  - LAV II
  - LAV-25
  - ASLAV
  - LAV-m
  - LAV-AT
  - LAV-log
  - LAV-c2 (C Square)
  - LAV III
  - Stryker

- - RUAG Cobra

## Sonstiges
Dänemark hat in der Schweiz gekaufte Piranha III ausgemustert und in Deutschland gelagert.
Die Regierung der Schweiz hat etwa 14 Wochen  nach dem Beginn des russischen Überfalls auf die Ukraine (24. Februar 2022) mitgeteilt, sie könne wegen „des neutralitätsrechtlichen Gleichbehandlungsgebots“ der Lieferung von Radschützenpanzern aus Deutschland und Dänemark (oder von Munition) an die Ukraine nicht zustimmen. Angefragt waren 22 Radschützenpanzer des Typs Piranha III.
Am 12. Januar 2023 gab das BMVg bekannt, nun doch 19 Stück des Piranha III aus Industriebeständen liefern zu wollen.